# Orlova Mogila
Orlova Mogila (Bulgaars: Орлова могила) is een dorp in de Bulgaarse gemeente Dobritsjka, oblast Dobritsj. Het dorp ligt hemelsbreed 18 km ten westen van de regionale hoofdstad Dobritsj en 359 km ten noordoosten van Sofia.

## Bevolking
Op 31 december 2020 telde het dorp Orlova Mogila 73 inwoners. Het aantal inwoners vertoont al jaren een dalende trend: in 1946 woonden er nog 613 inwoners in het dorp.
|  |

In het dorp leven nagenoeg uitsluitend etnische Bulgaren. In februari 2011 identificeerden 80 van de 81 ondervraagden zichzelf als ethische “Bulgaren”.
| Etnische samenstelling van de respondenten (2011) | Etnische samenstelling van de respondenten (2011) | Etnische samenstelling van de respondenten (2011) | Etnische samenstelling van de respondenten (2011) | Etnische samenstelling van de respondenten (2011) |
| ------------------------------------------------- | ------------------------------------------------- | ------------------------------------------------- | ------------------------------------------------- | ------------------------------------------------- |
|                                                   |                                                   |                                                   |                                                   |                                                   |
| Bulgaren                                          | Bulgaren                                          |                                                   | 98,8%                                             | 98,8%                                             |
| Turken                                            | Turken                                            |                                                   | 0,0%                                              | 0,0%                                              |
| Roma                                              | Roma                                              |                                                   | 0,0%                                              | 0,0%                                              |
| Anders/Onbekend                                   | Anders/Onbekend                                   |                                                   | 1,2%                                              | 1,2%                                              |